# Nergal-nasir
Nergal-nasir (akad. Nergal-nāṣir, tłum. „Nergal jest tym, który chroni”) – wysoki dostojnik, gubernator Nasibiny za rządów asyryjskiego króla Tiglat-Pilesera III (744-727 p.n.e.). Według asyryjskich list i kronik eponimów w 746 r. p.n.e. pełnił on urząd limmu (eponima). Za jego eponimatu doszło w Kalhu do rewolty pałacowej, która wyniosła na tron Tiglat-Pilesera III.